# لامتغير (رياضيات)

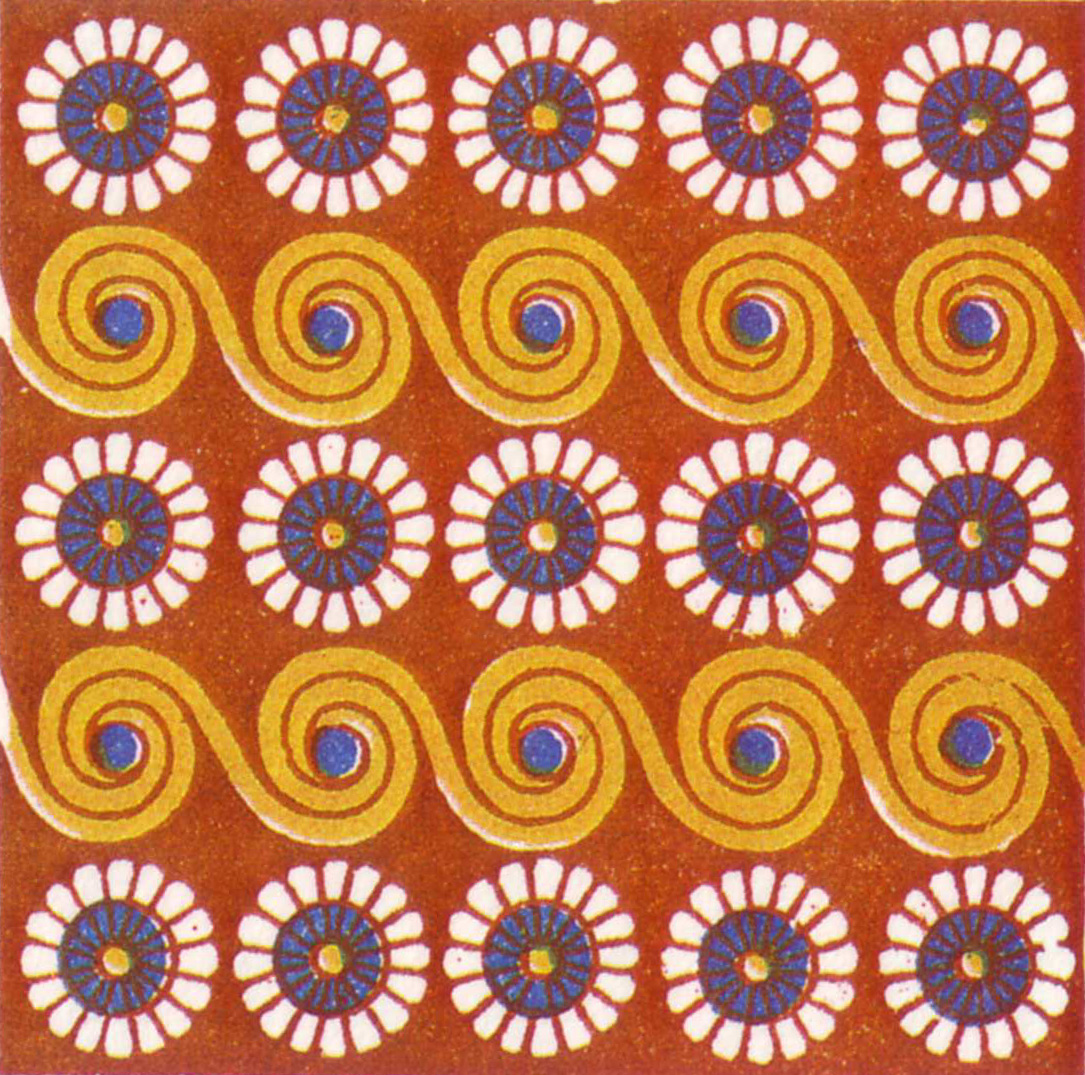
مثال على الثبات، ورق الحائط لا متغير في بعض التحويلات. يظل ثابتا في التحويل الأفقي والرأسي، وكذا الدوران بمقدار 180 درجة (ولكنه يتغير عند الانعكاس).

في الرياضيات، اللامتغير هو أي خاصية تختص بها فئة من الكائنات الرياضية لا تتغير عند تطبيق تحوّل معيّن على هذه الكائنات. فئة الكائنات ونوع التحوّل عادة ما يحدّد في السياق المعيّن الذي يستعمل فيه المصطلح. كلا العبارتين «لامتغير تحت التحول» و«لامتغير بالنسبة للتحول» تستخدم عند الحديث عن اللاتغيّر. على سبيل المثال، الطول مقدار لامتغيّر عند الدوران أو الانزلاق أو الانعكاس في الفضاء الإقليدي.
تعتبر اللامتغيرات مفهومًا هامًّا في جميع أفرع الرياضيات لتصنيف الكائنات الرياضية، فتستخدم في علوم الجبر والهندسة والطوبولوجيا والتوافقيّات.

## أمثلة بسيطة
بعض الأمثلة البسيطة:
- الزوجيّة لمجموع عددين لامتغيّر بالنسبة لإشارة أي من العددين. (أي أن زوجيّة المقدار a + b نفس زوجية a - b على سبيل المثال).
- المسافة بين عددين لامتغيّر عند جمع نفس الكمية للعددين. ولكن لا تتحقق نفس الخاصية عند الضرب، مثلا، ولذا لا تعتبر المسافة لامتغيّرًا تحت الضرب.
- الزوايا والنسب بين المسافات مقادير لامتغيّرة تحت التحجيم (التكبير أو التصغير) أو الدوران أو الانزلاق أو الانعكاس. تنتج هذه التحوّلات أشكالًا متشابهة، والذي هو أساس علم حساب المثلثات.

## أمثلة متقدّمة
بعض الأمثلة الأكثر تقدّمًا:
- الجزء الحقيقي والقيمة المطلقة للأعداد المركّبة مقادير لامتغيّرة تحت الترافق المركّب.
- درجة متعددة الحدود لامتغيّر تحت التحويل الخطّي للمتغيّرات.
- البعد وزمر التماثل لكائن طوبولوجي لامتغيّرات تحت الدوال الهوميمورفية.
- عدد النقاط الثابتة في نظام تحريكي لامتغيّر تحت العديد من العمليّات الرياضيّة.
- المساحة الإقليدية لامتغيّرة تحت تحويل خطي بمحدد يساوي 1.